# Cataratas de Flores
Las Cataratas de Flores (en inglés: Flores Falls o Saffold Dam) es una presa y cascada en el estado de Texas, Estados Unidos. Llamada así por William Saffold, un veterano de la Guerra Civil y el comerciante local. La Presa Saffold forma una curva S, que es una estructura única en el río Guadalupe. La presa fue mejorada en 1907 con el fin de proporcionar energía hidroeléctrica y se encuentra cerca de Seguin, Texas.
La Presa Saffold está situada en la carretera 123 del estado de Texas en el borde sur de Seguin. El sitio ha sido utilizado durante miles de años por los indígenas cazadores-recolectores, como lo demuestran recientes descubrimientos en el lugar. Más de 1.000 reliquias [Notas 1] se encontraron en un solo día mientras se cavaba la tierra durante el mantenimiento de rutina del patio.
La presa fue nombrada por el veterano de la Guerra Civil Saffold William. Su padre, Bird Saffold, compró la propiedad en 1853 a, Manuel N. Flores, un veterano de la batalla de San Jacinto.